# دیلان باتوبینسیکا
دیلان باتوبینسیکا (انگلیسی: Dylan Batubinsika؛ زادهٔ ۱۵ فوریهٔ ۱۹۹۶) بازیکن فوتبال اهل فرانسه است.
از باشگاه‌هایی که در آن بازی کرده‌است می‌توان به باشگاه فوتبال رویال آنتورپ اشاره کرد.
وی همچنین در تیم‌های ملی فوتبال France national under-16 football team و زیر ۲۰ سال فرانسه بازی کرده‌است.